# Рустамов, Эльман Сирадж оглы
Эльман Сирадж оглы Рустамов (азерб. Elman Sirac oğlu Rüstəmov; род. 29 июня 1952) — азербайджанский государственный деятель. Советник премьер-министра Азербайджана (с 13 апреля 2022 года). Председатель Центрального банка Азербайджана (1995—2022).

## Биография
Эльман Рустамов родился 29 июня 1952 года в Джебраильском районе Азербайджанской ССР.
В 1973 году с отличием окончил Азербайджанский институт народного хозяйства им. Д. Буньядзаде.
С 1975 по 1978 год учился в аспирантуре.
С 1980 по 1990 год — старший экономист, заведующий отделением Научно-исследовательского института экономики Азербайджанской ССР.
В 1986 году получил степень кандидата экономических наук.
С 1990 по 1992 год учился в докторантуре, г. Москва. Тема докторской диссертации — «Макроэкономическая политика и институциональное развитие в нефтеэкспортирующих странах (на примере Азербайджана)».
С 1991 по 1992 год — старший советник Аппарата Президента Азербайджанской Республики.
С 1992 года — 1-й заместитель председателя правления Национального Банка Азербайджана.
Председатель Центрального банка Азербайджана (январь 1995  — 12 апреля 2022).
12 апреля 2022 года освобождён от должности члена правления Центрального банка Азербайджана.
Президент Федерации шахмат Азербайджана (2007 — 26 ноября 2021).
13 апреля 2022 года назначен советником премьер-министра Азербайджана.

## Награды
- Орден «Слава» (9 февраля 2012 года) — за заслуги в развитии банковского дела в Азербайджанской Республике[5]
- Орден «За службу Отечеству» I степени (28 сентября 2019 года) — по случаю 100-летия создания центрального банкирства и за заслуги в развитии банковского дела в Азербайджане[6]
- Почётный диплом Президента Азербайджана (28 июня 2022 года) — за заслуги в развитии банковского дела в Азербайджанской Республике[7][8]